# Tournoi de Tachkent
Le Tournoi Grand Chelem de Tachkent est une compétition de judo organisée annuellement à l'automne par l'Union asiatique de judo. Ce tournoi est un événement majeur dans le calendrier international du fait de son label « Grand Chelem ».
L'édition 2020, initialement prévue du 2 au 4 octobre, est annulée (chez les hommes et les femmes), en raison de la pandémie de Covid-19.

## Palmarès masculin
| Année        | -60 kg                 | -66 kg                | -73 kg                    | -81 kg                | -90 kg                  | -100 kg               | +100 kg           |
| Grand Chelem | Grand Chelem           | Grand Chelem          | Grand Chelem              | Grand Chelem          | Grand Chelem            | Grand Chelem          | Grand Chelem      |
| ------------ | ---------------------- | --------------------- | ------------------------- | --------------------- | ----------------------- | --------------------- | ----------------- |
| 2024         | Doston Ruziev          | Nurali Emomali        | Manuel Lombardo           | Matthias Casse        | Theodoros Tselidis      | Muzaffarbek Turoboyev | Hyōga Ōta         |
| 2023         | Kim Won-jin            | Nurali Emomali        | Murodjon Yuldoshev        | Attila Ungvári        | Davlat Bobonov          | Varlam Liparteliani   | Alisher Yusupov   |
| 2021         | Ryuju Nagayama         | An Baul               | Tsogtbaatar Tsend-Ochiryn | Christian Parlati     | Kenta Nagasawa          | Toma Nikiforov        | Kokoro Kageura    |
| Grand Prix   |                        |                       |                           |                       |                         |                       |                   |
| 2019         | Yago Abuladze          | Yakub Shamilov        | Khikmatillokh Turaev      | Sharofiddin Boltaboev | Marcus Nyman            | Kazbek Zankishiev     | Guram Tushishvili |
| 2018         | Boldbaatar Ganbat      | Adrian Gomboc         | Khikmatillokh Turaev      | Didar Khamza          | Mammadali Mehdiyev      | Elmar Qasımov         | Soslan Bostanov   |
| 2017         | Vugar Chirinli         | Dzmitry Minkou        | Zhansay Smagulov          | Sagi Muki             | Komronshokh Ustopiriyon | Ramadan Darwish       | Or Sasson         |
| 2016         | Mukhriddin Tilovov     | Kengo Takaichi        | Mirzahid Farmonov         | Davlat Bobonov        | Yakhyo Imamov           | Soyib Kurbonov        | Yerzhan Shynkeyev |
| 2015         | Yuma Oshima            | Hifumi Abe            | Mirali Sharipov           | Sergiu Toma           | Marc Odenthal           | Aaron Wolf            | Kenta Nishigata   |
| 2014         | Amartuvshin Dashdavaa  | Rishod Sobirov        | Sainjargalyn Nyam-Ochir   | Roman Moustopoulos    | Alexandre Iddir         | Ramadan Darwish       | Temuulen Battulga |
| 2013         | Sharafuddin Lutfillaev | Mirzahid Farmonov     | Mirali Sharipov           | Travis Stevens        | Sherali Juraev          | Soyib Kurbonov        | Andre Breitbarth  |
| World Cup    |                        |                       |                           |                       |                         |                       |                   |
| 2012         | Naohisa Takato         | Abdula Abduldzhalilov | Mirali Sharipov           | Keita Nagashima       | Yuya Yoshida            | Daisuke Kobayashi     | Takeshi Ojitani   |
| 2011         | Yeldos Smetov          | Sergey Lim            | Mirali Sharipov           | Travis Stevens        | Dilshod Choriev         | Ramziddin Sayidov     | Rafael Silva      |

## Palmarès féminin
| Année        | -48 kg               | -52 kg                | -57 kg             | -63 kg                 | -70 kg              | -78 kg             | +78 kg           |
| ------------ | -------------------- | --------------------- | ------------------ | ---------------------- | ------------------- | ------------------ | ---------------- |
| 2024         | Sabina Giliazova     | Amandine Buchard      | Priscilla Gneto    | Clarisse Agbegnenou    | Miriam Butkereit    | Rika Takayama      | Su Xin           |
| 2023         | Andrea Stojadinov    | Mascha Ballhaus       | Momo Tamaoki       | Megumi Horikawa        | Michaela Polleres   | Rika Takayama      | Wakaba Tomita    |
| Grand Chelem |                      |                       |                    |                        |                     |                    |                  |
| 2021         | Urantsetseg Munkhbat | Uta Abe               | Momo Tamaoki       | Miku Tashiro           | Chizuru Arai        | Mami Umeki         | Akira Sone       |
| Grand Prix   |                      |                       |                    |                        |                     |                    |                  |
| 2019         | Sabina Giliazova     | Jeong Bo-kyeong       | Hedvig Karakas     | Kathrin Unterwurzacher | Elisavet Teltsidou  | Bernadette Graf    | Ksenia Chibisova |
| 2018         | Distria Krasniqi     | Majlinda Kelmendi     | Theresa Stoll      | Mungunchimeg Baldorj   | Michaela Polleres   | Loriana Kuka       | Iryna Kindzerska |
| 2017         | Urantsetseg Munkhbat | Betina Temelkova      | Anna Borowska      | Kathrin Unterwurzacher | Gulnoza Matniyazova | Anastasiya Turchyn | Anamari Velenšek |
| 2016         | Mariia Persidskaia   | Aigunim Tuitekova     | Anastasiia Konkina | Daria Davydova         | Gulnoza Matniyazova | Abigél Joó         | Gulzhan Issanova |
| 2015         | Urantsetseg Munkhbat | Gulbadam Babamuratova | Jan-Di Kim         | Edwige Gwend           | Kim Seong-yeon      | Natalie Powell     | Kim Min-jeong    |
| 2014         | Charline Van Snick   | Andreea Chițu         | Corina Căprioriu   | Yarden Gerbi           | Laura Vargas-Koch   | Daria Pogorzelec   | Svitlana Iaromka |
| 2013         | Shira Rishony        | Ilse Heylen           | Ketleyn Quadros    | Mariana Barros         | Barbara Timo        | Ivana Maranic      | Gulzhan Issanova |
| World Cup    |                      |                       |                    |                        |                     |                    |                  |
| 2012         | Shira Rishony        | Alexandra Podryadova  | Zhanna Stankevich  | Yarden Gerbi           | Lior Wildikan       | Anar Seitimova     | Maryna Slutskaya |
| 2011         | Jung-Yeon Chung      | Petra Nareks          | Irina Zabludina    | Alice Schlesinger      | Juliane Robra       | Ana Velensek (en)  | Kim Na-young     |
| 2010         | Urantsetseg Munkhbat | Kyung-Ok Kim          | Jan-Di Kim         | Ikumi Tanimoto         | Natalia Smal        | Gyeong-Mi Jeong    | Kim Na-young     |